# Phil Murphy (politico)
Philip Dunton Murphy, detto Phil (Needham, 16 agosto 1957), è un politico, diplomatico e finanziere statunitense, governatore del New Jersey dal 2018 ed in precedenza ambasciatore degli Stati Uniti in Germania dal 2009 al 2013 nell'amministrazione Obama.

## Biografia
Murphy nasce a Needham da una famiglia di origini irlandesi e vive buona parte della sua infanzia tra la sua città natale e Newton. Dopo aver concluso il liceo, comincia a frequentare il college e si dedica anche a piccoli lavori part-time. Entrato all'università di Harvard, aveva inizialmente nutrito passione per la musica e per il teatro, per poi darsi alla politica laureandosi in economia nel 1979. Desideroso di non rivivere la mancanza di sicurezza finanziaria della sua educazione, ha in seguito frequentato l'università della Pennsylvania, dove consegue un master nel 1983.
Murphy dà inizio alla sua carriera di finanziere nel 1982 alla Goldman Sachs, dove venne assunto subito dopo aver conseguito la laurea ottenuta l'anno successivo. Dal 1993 al 1997 diresse l'ufficio della ditta a Francoforte. Le sue responsabilità commerciali furono in seguito ampliate fino a comprendere Germania, Svizzera e Austria, nonché nelle emergenti economie del Patto post-Varsavia dell'Europa centrale. In questo ruolo ha intrapreso una serie di transazioni con l'agenzia Treuhandanstalt del governo tedesco, il cui scopo era condurre la privatizzazione di imprese precedentemente di proprietà statale entro i confini della Germania Est non più esistente. È stato attivo anche nell'organizzazione Atlantik-Brücke. Dal 1997 al 1999 è stato presidente della Goldman Sachs con sede a Hong Kong.
Dopo aver lasciato la società, Murphy decide di darsi alla politica lavorando come finanziere per il comitato nazionale democratico dal 2006 al 2009 con l'allora presidente Howard Dean. Nel 2009 è stato nominato ambasciatore degli Stati Uniti in Germania dal Presidente Barack Obama ed è entrato in carica il 3 settembre, carica che manterrà fino al 2013.
Nel 2016 ha annunciato formalmente la sua candidatura come governatore del New Jersey in vista delle elezioni governatoriali dell'anno successivo. Dopo aver vinto le primarie per la scelta del candidato governatore, alle elezioni generali batte la sfidante repubblicana Kim Guadagno, che fino a quel momento ricopriva la carica di vice-governatrice del New Jersey.
Fu rieletto nel 2021 con il 51,6% dei voti, diventando il primo governatore democratico dal 1977 ad ottenere un secondo mandato.

## Vita privata
Murphy incontrò per la prima volta la sua futura moglie, Tammy Snyder, nel 1987, quando entrambi lavoravano alla Goldman Sachs, ma Murphy non le chiese di uscire per altri sette anni. Quando finalmente lo fece, le cose progredirono rapidamente: si fidanzarono 18 giorni dopo e si sposarono entro sei mesi, nel 1994.
Murphy e sua moglie hanno quattro figli, tre maschi e una figlia. Vivono nella contea di Monmouth nel New Jersey. I bambini sono stati educati alla Rumson Country Day School e alla Phillips Academy. Tammy Snyder Murphy ha ricoperto una varietà di posizioni finanziarie, civiche e politiche.
Murphy e sua moglie sono proprietari di NJ / NY Gotham FC (ex Sky Blue FC), una squadra di calcio femminile professionale.
Il 4 marzo 2020, Murphy ha subito un intervento chirurgico a New York City per rimuovere i tumori cancerosi nei suoi reni.  In seguito si ristabilì completamente.